# Colomba
Colomba – miasto w Gwatemali, w departamencie Quetzaltenango, położone około 45 km na południowy zachód od stolicy departamentu miasta Quetzaltenango, oraz około 50 km na wschód od granicy państwowej z meksykańskim stanem Chiapas.  Miasto leży w kotlinie u podnóża gór Sierra Madre de Chiapas, na wysokości 1 024 m n.p.m. Jest zamieszkane głównie przez ludność mówiącą w języku mam. Według danych szacunkowych w 2012 roku miejscowość liczyła 34 482 mieszkańców.  
W odległości około 12 km na południe od Colomba, przy drodze do El Asintal w departamencie Retalhuleu, znajdują się ruiny Takalik Abaj. Jest to stanowisko archeologiczne cywilizacji prekolumbijskich z okresu preklasycznego i klasycznego rozwoju Mezoameryki. Najstarsze budynki pochodzą z co najmniej IX wieku p.n.e. a ostatnie z około X wieku n.e.

## Gmina Colomba
Jest siedzibą władz gminy o tej samej nazwie, która jest jedną z 24 gmin w departamencie. Gmina w 2012 roku liczyła 40 684 mieszkańców. 
Gmina jak na warunki Gwatemali jest nieduża, a jej powierzchnia obejmuje 212 km². Gmina ma charakter rolniczy. Głównymi uprawami są kauczuk, kawa i banany. Klimat gminy jest równikowy, według klasyfikacji Wladimira Köppena, należy do klimatów tropikalnych monsunowych, z wyraźną porą deszczową występującą od maja do października. Większość terenu pokryta jest dżunglą.